# Valleta
Valleta és una entitat de població al municipi de Llançà (Alt Empordà), amb una part del nucli de la carretera inclosa en l'Inventari del Patrimoni Arquitectònic de Catalunya. Aquesta entitat de població (també anomenada Veïnat de Sant Silvestre de la Valleta) és situada al sud-oest del nucli urbà de la població de Llançà, a la qual pertany, molt propera al límit municipal amb el terme de Vilajuïga. Està formada pel veïnat del mateix nom al cantó de la carretera de Figueres a Llançà, i pel disseminat (despoblat) a l'entorn de l'església de Sant Silvestre de Valleta.
Al veïnat de la carretera hi ha un conjunt d'habitatges que conformen la part de tramuntana del nucli, delimitades per la riera del mateix nom i articulades al voltant del carrer de Sant Silvestre. Per accedir al nucli cal creuar el pont de Valleta.

## Història
L'església de Sant Silvestre va tenir funció parroquial, i és situada en una contrada on hi havia un nucli humà dispers. Per això, quan els habitants de l'indret hagueren de retirar-se de la contrada, per un motiu o altre, la capella va acabar abandonada. Va ser parròquia i centre de la vida del llogarret fins al segle XVII.
L'origen del veïnat de la carretera es produeix vers el segle xviii, quan l'increment de la població fa que s'abandoni el nucli medieval de Llançà que vivia protegit per les muralles. És en aquest context que es crea el conjunt de masos i cases de Valleta.
Va ser un ens local independent fins a mitjans del segle XIX. Llavors, el 1846 va ser unida al terme de Colera, però el 1880 el seu terme va ser incorporat al de Llançà.